# 枯萎病
枯萎病（英語：Blight），泛指植物對病原生物所產生的感染而引發的病徵，可以是急速及全面的缺绿病，令葉子，枝條或其他部分枯萎，例子包括：攻擊茄科植物的致病疫霉、栗枯病、柑橘枯萎病、蘋果及梨子的火疫病等等。

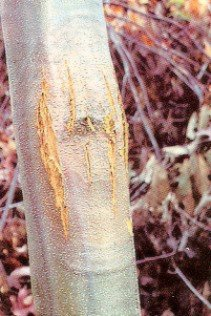
栗枯病（英语：Chestnut blight）
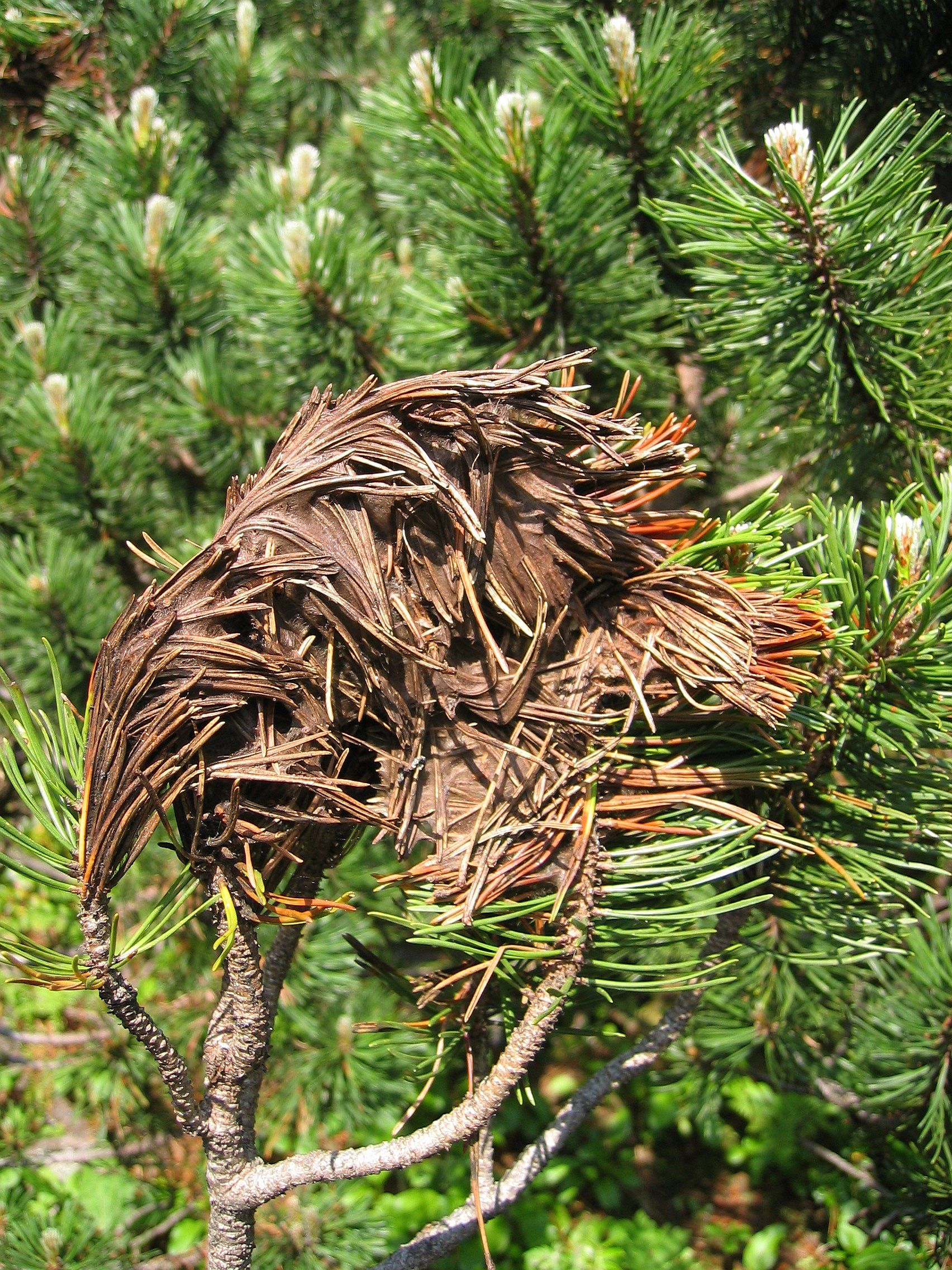
棕色氈枯病
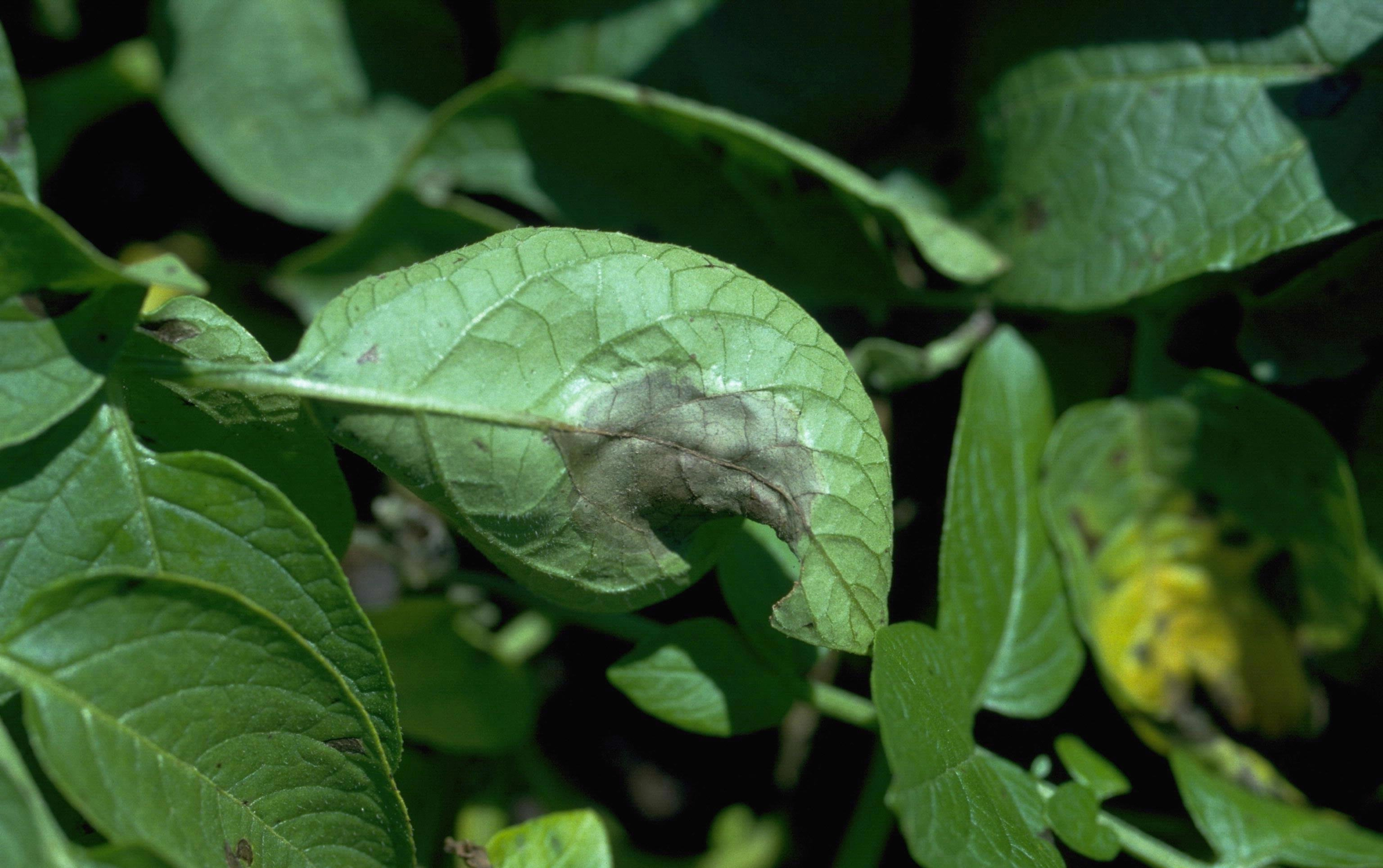
馬鈴薯晚疫病
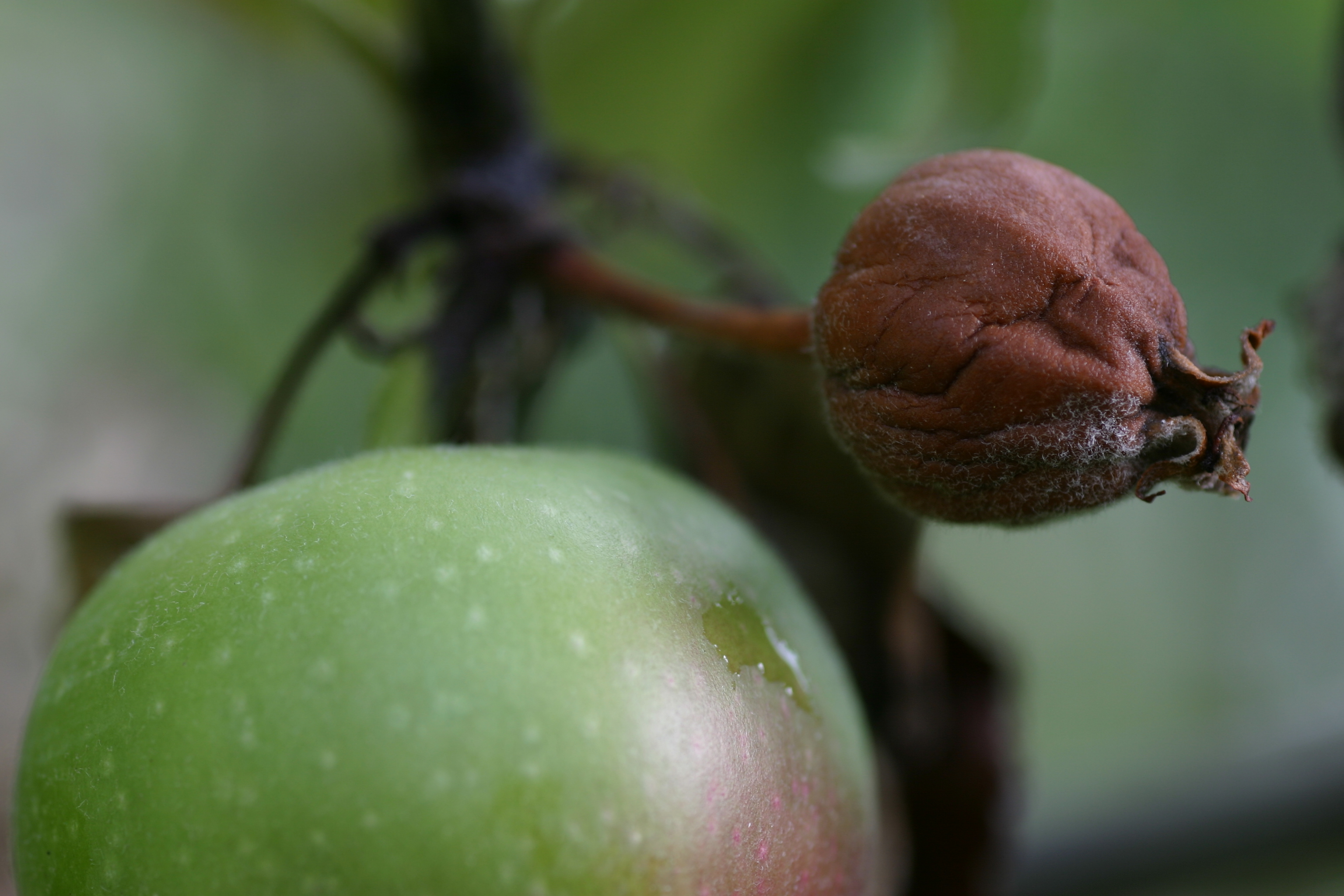
蘋果的火疫病（英语：Fire blight）